# Dimitri I
Dimitri I el Impostor (en cirílico: Дмитрий Иоаннович), también llamado el Falso (самозванец samozvanets ‘impostor’), fue zar de Rusia del 21 de julio de 1605 al 17 de mayo de 1606 con el nombre de Dimitri I Ivánovich. 
Fue uno de los tres impostores que, durante el interregno conocido como Período Tumultuoso,  pretendió ser el hijo superviviente del zar Iván el Terrible, el zarévich Dimitri Ivánovich. Supuestamente, Dimitri podría haber escapado en 1591, durante un intento de asesinato. En general se acepta la idea de que el Dimitri real fue asesinado en Úglich y que el falso Dimitri era en realidad el monje Grigori, aunque no haya ninguna prueba. Dimitri I «El Falso» consiguió el trono después de asesinar al zar Teodoro II, que nada más tenía dieciséis años y hacia dos meses que reinaba en Rusia.

## Aparición en Polonia
Dimitri apareció en la historia alrededor del año 1600, cuando impresionó al Patriarca Job de Moscú con su sabiduría y seguridad. Sin embargo el zar Borís ordenó que fuera arrestado y examinado, por lo que Dimitri huyó y se refugió en la corte del príncipe Constantino Ostrogsky de Ostrog (moderna Ostroh); más tarde entró al servicio de otra familia lituana, los Wisniowieckis. Los príncipes Adam y Michal Wisniowiecki lo aceptaron por lo que pretendía ser, ya que esto les daría la oportunidad de involucrarse en los asuntos de Rusia. También había rumores de que Dimitri era un hijo ilegítimo del rey polaco Esteban I Báthory, quien reinó de 1575-1586. Dimitri decía que su madre, la viuda de Iván, había anticipado el intento de asesinato por parte de Godunov y le entregó su hijo a un doctor que lo escondió en un monasterio. Después de la muerte del doctor, Dimitri fue a Polonia, donde trabajó como maestro por un tiempo y después entró al servicio de los Wisniowiecki. Mucha gente que conoció al zar Iván IV decía que Dimitri se parecía al pequeño zarévich Dimitri. Dimitri hablaba ruso y polaco, sabía de literatura y montaba a la perfección.
Ya sea que creyeran o no la historia de Dimitri, los Wisniowiecki, Roman Rozynski, Jan Piotr Sapieha y varios otros aristócratas polacos decidieron apoyarlo en contra de Borís Godunov. En marzo de 1604, Dimitri visitó la corte de Segismundo III Vasa, en Cracovia, que le ayudó por un tiempo con provisiones, pero no le prometió ayuda directa. Dimitri se convirtió públicamente al catolicismo para conseguir ayuda de la orden jesuita en 1604 y así convenció al nuncio papal en Polonia, monseñor Rangoni, de apoyarlo en sus pretensiones. Durante esa época Dimitri conoció a Marina Mniszech, una joven de la nobleza polaca hija del aristócrata Jerzy Mniszech, y pidió su mano en matrimonio, prometiendo dar a la familia Mniszech las provincias de Pskov, Nóvgorod, y Smolensk, como pago a su ayuda financiera para recuperar su herencia. 
Cuando Borís Godunov tuvo noticias acerca del pretendiente, dijo que ese hombre no era más que un monje renegado llamado Grigori Otrépiev, pero se desconoce cómo obtuvo esa información. Algunos boyardos comenzaron a aceptar las reivindicaciones de Dimitri debido a que esto les daba una excusa legítima para no pagar impuestos al zar, mientras otros aristócratas rusos vieron en Dimitri una herramienta para sublevarse, atacando la legitimidad de Godunov.

## Campaña contra Borís Godunov

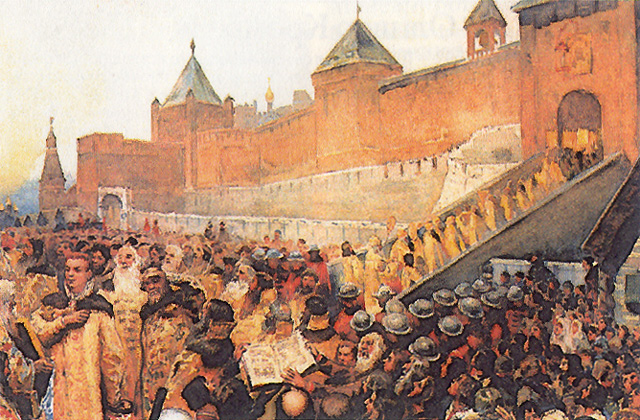
Entrada de Dimitri I en Moscú el 20 de junio de 1605 (1890) por Klavdi Lébedev

Dimitri atrajo cierto número de partidarios entre la nobleza de Polonia, logró ayuda financiera para contratar mercenarios, y logró formar un pequeño ejército. Además, consiguió tras muchas gestiones la ayuda oficial del reino de Polonia-Lituania, ya que el rey Segismundo III Vasa le dio 3.500 soldados. Con esas fuerzas Dimitri entró en Rusia en junio de 1604. Los enemigos de Godunov, incluyendo los cosacos del sur, se unieron, y así las fuerzas reunidas libraron dos batallas contra las fuerzas enviadas por Godunov. La primera la ganó Dimitri, capturando Chernígov, Putivl, Sebsk y Kursk, pero fue derrotado severamente por las tropas leales a Godunov en la segunda batalla y su ejército estuvo a punto de disgregarse, lo cual solo fue evitado por los grandes esfuerzos de los nobles polacos. 
No obstante la derrota de Dimitri, muchos boyardos rusos siguieron adhiriéndose al bando del pretendiente a lo largo del invierno de 1604-1605, lo cual aprovechó Dimitri para recomponer sus fuerzas con ayuda polaca. Cuando iba a iniciarse una nueva campaña, el 13 de abril de 1605 murió repentinamente Borís Godunov en Moscú; en cuanto la noticia se difundió en el resto de Rusia cundió el caos entre las tropas leales al zar, y muchos soldados rusos comenzaron a pasarse al bando de Dimitri. Los boyardos rusos que apoyaban a Dimitri propagaron que la muerte de Borís Godunov era una «señal» de su ilegitimidad y alentaron a las masas a desobedecer al hijo de Borís, que había asumido apresuradamente el trono ruso con el nombre de Fiódor II (Teodoro II).
Durante algunas semanas el joven Fiódor II trató de consolidar su poder y retener la lealtad de algunos boyardos, pero fracasó por completo cuando los propios aristócratas de Moscú le retiraron su apoyo. El 1 de junio llegaron por sorpresa a Moscú los enviados de Dimitri con las cartas que anunciaban y proclamaban su derecho al trono, tras lo cual un grupo de boyardos en Moscú encarceló de inmediato a Fiódor II. El 15 de junio Fiódor II y su madre fueron asesinados. El 20 de junio hizo su entrada triunfal Dimitri el impostor y el 21 fue coronado zar por un nuevo patriarca que él mismo eligió, el griego Ignacio.

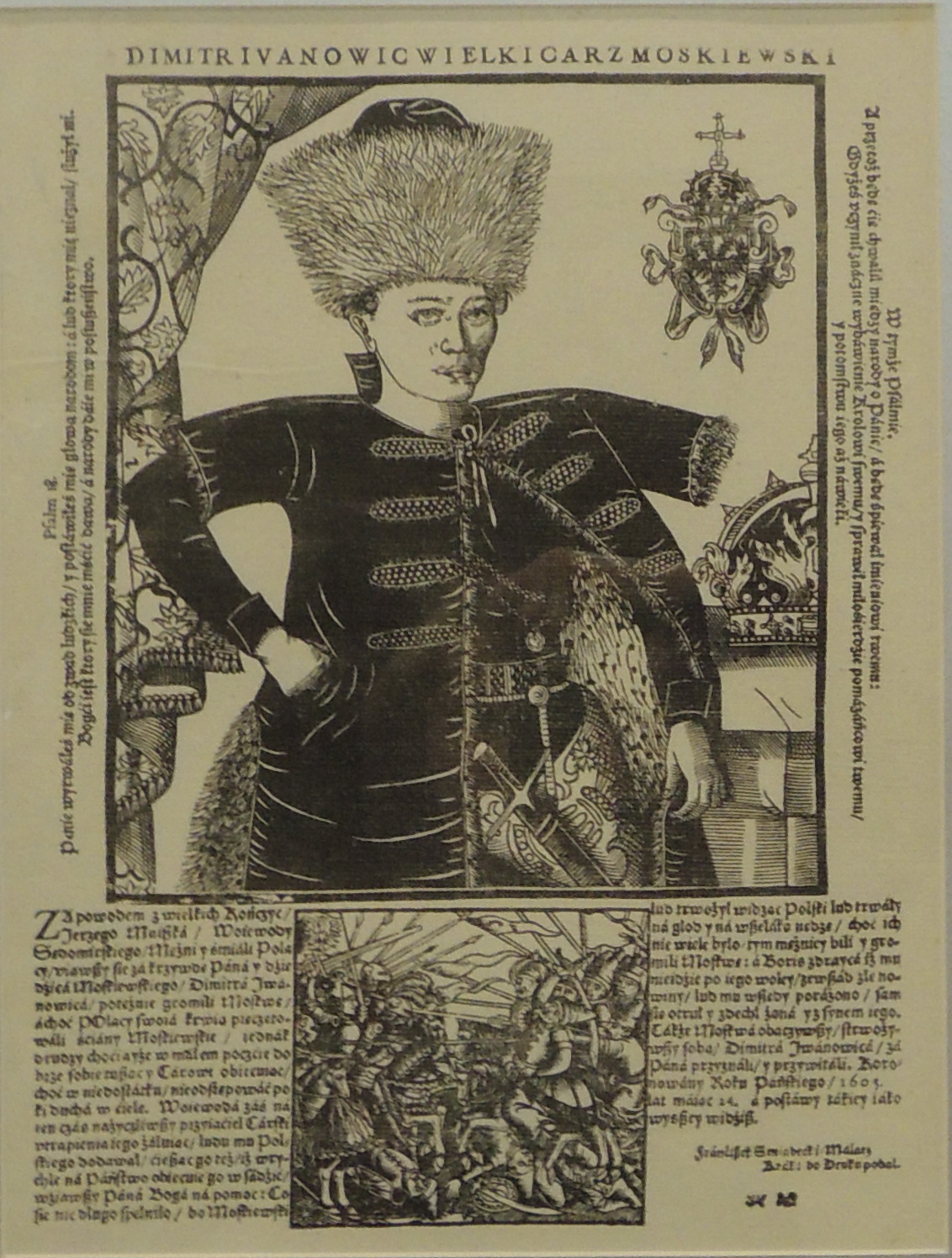
Dimitri I, zar de Rusia (1605)
por F. Sniadetsky

## Reinado
Al inicio el nuevo zar intentó consolidar su poder, visitó la tumba del zar Iván el Terrible y fue al convento donde estaba recluida la viuda de Iván, María Nagaya, quien lo aceptó como su hijo. La familia Godunov fue ejecutada, con excepción de la princesa Ksenia Godunova a quien tomó como concubina. A muchas de las familias a las que Godunov exilió, como los Shuiski, Golitsin y Románov, se les permitió regresar a Moscú. Nombró obispo metropolitano de Rostov a Fiódor Románov. El primer patriarca ortodoxo de Rusia, Job de Moscú, que no lo quiso reconocer como zar, fue enviado al exilio.
Planeó introducir una serie de reformas políticas y económicas. Introdujo el Día de Yuri, un día en que a los siervos se les permitía pasar al servicio de otro amo para mejorar sus condiciones. 
En política exterior el falso Dimitri quería una alianza de Rusia con la Mancomunidad polaco-lituana y con el papado. Planeaba también una guerra contra el Imperio otomano, por lo que ordenó la producción en masa de armas de fuego. Cabe destacar que en su correspondencia firmaba como emperador de toda Rusia, un siglo antes que Pedro el Grande usara esa expresión. 

### Derrocamiento de Dimitri

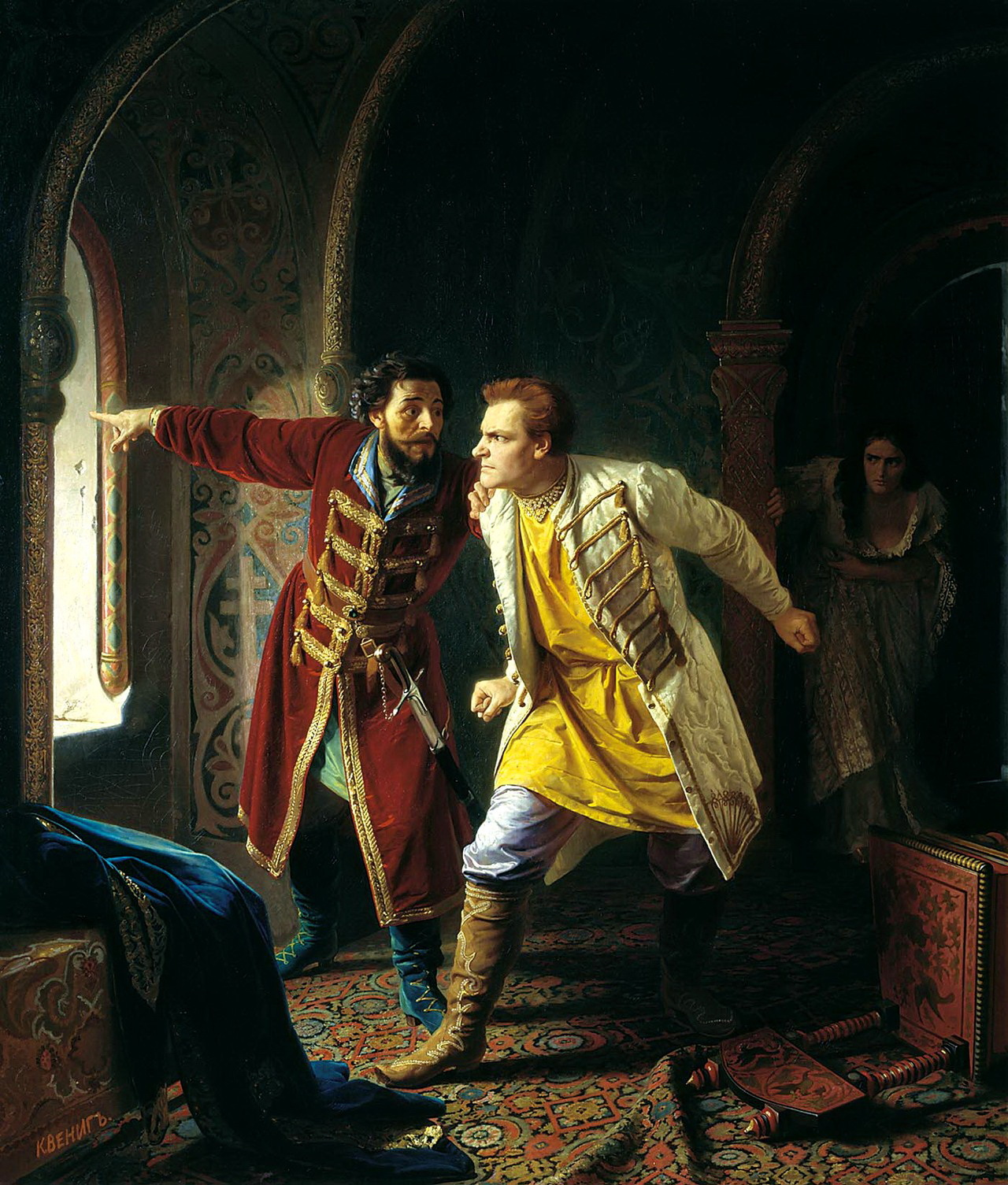
Los últimos minutos del falso Dimitri (1879) por Carl Wenig.

La Iglesia ortodoxa rusa empezó a percibir una amenaza a sus privilegios en el hecho que la comitiva del zar estuviese llena de sacerdotes católicos, quienes así ganaban gran influencia en Rusia. Los enemigos de Dimitri ganaron pronto el apoyo popular, especialmente porque el zar estaba custodiado por tropas polacas y lituanas, quienes abusaban de la población moscovita sin que Dimitri lo impidiera. Además, las principales familias de la aristocracia rusa veían alarmadas que el nuevo zar se apoyara casi exclusivamente en caudillos militares de la szlachta polaca y postergara a sus aliados rusos. Por otro lado, los grandes compromisos que Dimitri había adquirido con aristócratas polacos para que le otorgaran soldados y dinero, hacían imposible que el nuevo zar prescindiera del apoyo extranjero. 
Ante esta situación el descontento se extendió entre los boyardos y el pueblo, quienes dejaron de apoyar a Dimitri. Los boyardos liderados por el príncipe Vasili Shuisky comenzaron a conspirar en contra de él, acusándolo de fomentar el catolicismo y la sodomía, además de poner en duda abiertamente si Dimitri era el hijo de Iván el Terrible. Con esto la posición de Dimitri se hizo muy precaria, al haberse ganado poderosos enemigos dentro de la Iglesia ortodoxa rusa y la aristocracia rusa, además de perder la adhesión de las masas.
El 6 de mayo de 1606, Dimitri se casó con Marina Mniszech en Moscú. Tradicionalmente cuando un zar ruso se casaba con una mujer de otra religión, era la esposa quien se convertía al cristianismo ortodoxo, pero para sorpresa de todos Marina Mniszech no lo hizo. Esta situación inusual hizo pensar que Dimitri había prometido a sus partidarios polacos (y además católicos) convertir Rusia al catolicismo después de ganar el trono. Esta situación irritó a los líderes de la Iglesia ortodoxa rusa que percibían lo sucedido en la boda del zar como la fase previa a la conversión del propio Dimitri a la fe católica y la consiguiente implantación del catolicismo en Rusia. El hecho de que casi todos los clérigos católicos llegados con Dimitri fuesen polacos hacía más detestable e impopular esa perspectiva.
En la mañana del 17 de mayo de 1606, dos semanas después del matrimonio real, los conspiradores tomaron por asalto el Kremlin para matar a Dimitri, acusándolo de impostor. Este intentó escapar por una ventana, pero se fracturó una pierna al caer, y uno de los conspiradores le disparó matándolo en el acto. El cuerpo fue exhibido públicamente y luego cremado, y sus cenizas fueron disparadas con cañones en dirección a Polonia. El reinado de Dimitri duró 10 meses. El príncipe Vasili Shuisky tomó su lugar como zar, coronándose como Basilio IV de Rusia.

## En la cultura popular
- Uno de los personajes en la ópera Borís Godunov,[1] de Músorgski. Célebre el dúo de amor de la escena vii entre el falso Dimitri y Marina.
- Uno de los personajes de la película 1612: Хроники смутного времени (1612: Jróniki smútnogo vrémeni), del director Vladímir Jotinenko[2]

## Sucesión
| Predecesor: Teodoro II de Rusia | Zar de Rusia 1605 - 1606 | Sucesor: Basilio IV de Rusia |